# Rolf Lüer
Rolf Lüer (* 18. Mai 1929 in Salzhausen; † 4. März 2013 in Egestorf) war ein deutscher Bankmanager und Heimatforscher, der für seine Verdienste um das Genossenschaftswesen mit dem Niedersächsischen Verdienstorden ausgezeichnet wurde.

## Leben
Seine Eltern waren der Bankleiter Rudolf Lüer (1895–1978) und dessen Ehefrau Elisabeth Lüer geborene Kiel (1902–1981). Er besuchte ab 1940 das Johanneum in Lüneburg, machte das Abitur und studierte ab 1949 Anglistik und Germanistik an der Universität Göttingen. Er gab das Studium auf und ging 1951 zur Spar- und Darlehenskasse Egestorf. 1960 wurde er Leiter der damaligen Spar- und Darlehnskasse Egestorf. Diese wurde im Jahr 1969 mit der Volksbank Nordheide fusioniert, die die Rechtsform einer eG, eingetragenen Genossenschaft, hat. Nach der Fusion war er für die Volksbank Nordheide (heute Volksbank Lüneburger Heide) als Vorstandsmitglied tätig, von 1980 bis 1989 war er ihr Vorstandsvorsitzender. 1999 war er erneut als Vorstand für seine Bank tätig.
Rolf Lüer war ein Visionär in seiner Genossenschaftsbank und entwickelte innovative Idee zur Geschäftsförderung. Er führte einen mobilen Kundenberatungsdienst ein. Bankexperten mit langjähriger Erfahrung werden mit VW-Käfern ausgestattet und beraten die Kunden vor Ort. 1979 führt die Volksbank Nordheide mit dem Bankpass eine regional gültige Kreditkarte ein und entwirft neue Bankangebote. Bei der Vertreterversammlung 1983 der Volksbank Nordheide wird die Veranstaltung auf Plattdeutsch abgehalten
Im Jahr 1989 schied Lüer aus dem aktiven Dienst aus, um sich stärker der Geschichte der Genossenschaften in seiner Region zu widmen: er studierte Geschichte und Politikwissenschaften an der Universität Hamburg. Er wurde im Jahr 1997 promoviert mit einer Arbeit über die Geschichte der Volksbanken im ehemaligen Kreis Winsen, die 1998 unter dem Titel „Sozialer Anspruch und ökonomische Rationalität“ veröffentlicht wurde.
Nach seiner Pensionierung und neben seinem Studium sammelte er Material zur Geschichte der Volksbank Nordheide, später auch zur Genossenschaftsbewegung und zu den Volksbanken seiner Region und initiierte die Gründung eines Unternehmensarchivs. Diese Arbeiten mündeten im Jahr 2002 in die Gründung der Stiftung Genossenschaftliches Archiv; von 2002 bis 2003 war er Vorstandsvorsitzender der Stiftung. An der Stiftung Genossenschaftliches Archiv sind die Volksbanken der Landkreise Harburg, Lüneburg und Heidekreis beteiligt.
Lüer war auch in den 1980er-Jahren Mitgründer des Heimatvereins Egestorf für den er einige Veröffentlichungen herausgab. Weiterhin war er Gründungsmitglied des Rotary-Clubs Winsen, in dem er 1991 Präsident war und ehrenamtlicher Bürgermeister von 1968 bis 1970 und Ratsmitglied (CDU) von 1968 bis 1972 der Gemeinde Egestorf. Er war Vorsitzender des Schulelterrates, Kirchvorsteher, Vorstandsmitglied des Verkehrsvereins, des Vereins Naturschutzpark Lüneburger Heide von 1968 bis 1994 und Mitglied der Vollversammlung der Industrie- und Handelskammer Lüneburg-Wolfsburg von 1982 bis 1989.
Lüer war verheiratet seit 1954 mit Charlotte Lüer, geb. Steffen und hatte zwei erwachsene Töchter und drei Enkelkinder. Er wohnte in Egestorf.

## Anerkennung
- 2003 Verdienstkreuz am Bande des Niedersächsischen Verdienstordens.

## Veröffentlichungen
- Sozialer Anspruch und ökonomische Rationalität. Zur Geschichte des genossenschaftlichen Bankwesens im ehemaligen Kreise Winsen, Hamburg : Ergebnisse-Verlag 1998 (zugleich Dissertation Universität Hamburg 1997)
- Geschichte des Naturschutzes in der Lüneburger Heide, Bispingen : Verein Naturschutzpark Niederhaverbeck 1994 (zugleich Magisterarbeit Universität Hamburg 1993)
- (Hrsg.): Die Schriften des Pastors Wilhelm Bode aus Egestorf zum Genossenschaftswesen, Rosengarten-Ehestorf : Förderverein des Freilichtmuseums am Kiekeberg 2012, Reihe Schriften des Freilichtmuseums am Kiekeberg ; Bd. 78, ISBN 978-3-935096-40-9.
- Schulchronik von Evendorf, Egestorf 1987
- Im Genossenschaftlichen Archiv – Vergangenheit bewahren und Gegenwart für die Zukunft erhalten. In: Bank-Information und Genossenschaftsforum, Jahrgang 1998, Heft 7, S. 77.
- Egestorf – Döhle – Evendorf – Sahrendorf – Schätzendorf. Zusammen mit Marlies Schwanitz, Erfurt 2002
- Bank und Warenlager unter einem Dach. Die Verbindung von Geld- und Warengeschäft bei den Spar- und Darlehnskassen des ehemaligen Kreises Winsen. In: Kreiskalender 1999 für den Landkreis Harburg
- Das Genossenschaftliche Archiv. In: Kreiskalender 2001, Jahrbuch für den Landkreis Harburg
- Das Doktorhaus in Egestorf. Ein Versuch sozialen Handelns mit den Mitteln einer Spar- und Darlehnskasse.  In: Kreiskalender 2002, Jahrbuch für den Landkreis Harburg.
- Genossenschaften als Wegbereiter der zentralen Wasserversorgung im ehemaligen Kreise Winsen. In: Kreiskalender 2004, Jahrbuch für den Landkreis Harburg.